# James A. Lovell
James Arthur Lovell Jr. (Cleveland, Ohio; 25 de marzo de 1928-Lake Forest, Illinois; 7 de agosto de 2025), conocido como Jim Lovell, fue un astronauta estadounidense de la NASA y capitán retirado de la Armada de los Estados Unidos, conocido por ser el comandante de la misión Apolo 13, que sufrió un fallo crítico en el viaje a la Luna, pero que fue traído de vuelta a salvo a la Tierra gracias a los esfuerzos de la tripulación y el control de la misión. 
Fue el autor de la célebre frase:

-Houston, tenemos un problema.

## Inicio de su experiencia
Lovell nació en Cleveland, Ohio. Su familia se mudó a Milwaukee, Wisconsin, donde se graduó de bachiller en la Escuela Juneau y consiguió la máxima distinción como Eagle Scout (Scout Águila), el máximo rango dentro de los Boy Scouts of America. Su padre murió en un accidente automovilístico cuando James era joven. Más adelante estudió en la Universidad de Wisconsin durante dos años. Continuó en la Academia Naval de los Estados Unidos en Annapolis, donde se graduó en 1952. Tras ser piloto de pruebas naval, Lovell fue considerado para el programa Mercury, pero fue rechazado por una eventualidad médica que luego fue considerada como inofensiva. Fue seleccionado en 1962 para el segundo grupo de astronautas de la NASA.

## Experiencia en la NASA
Lovell fue el piloto de emergencia para la misión Gemini 4, y su primer vuelo fue como piloto del Gemini 7, en diciembre de 1965.
Su segunda misión fue a bordo del Gemini 12, momento en el que se convirtió en el hombre con más horas de vuelo en el espacio hasta entonces.
Posteriormente fue seleccionado para formar parte de la tripulación del Apolo 8, primera misión tripulada que se enviaría a la Luna, que tenía como objetivo orbitar varias veces para así realizar todos los preparativos para las futuras misiones que alunizarían en ella (Apolo 11 a 17). 
Fue el comandante de la nave Apolo 13. Fred Haise (quien debía alunizar con Lovell) y Jack Swigert (piloto del módulo de mando), acompañaron a Lovell en lo que se denominó como un "glorioso fracaso". La nave de comando Odyssey tuvo una explosión en un tanque de oxígeno del módulo de servicio tras dos días de misión y se tuvo que abortar la misión iniciando un inusual periplo de retorno a la Tierra que exigió un gran esfuerzo conjunto del equipo de la NASA liderado por el Director de vuelo Gene Kranz y el liderazgo de Lovell.
El episodio tuvo su recreación en la película de Ron Howard Apolo 13, donde Tom Hanks interpretó al comandante Jim Lovell. Kevin Bacon (Swigert) y Bill Paxton (Haise) completaron el reparto.
Lovell es, con John Young y Eugene Cernan, uno de los tres astronautas que han viajado dos veces a la luna y el único de los tres que no llegó a alunizar en ella.

## Fallecimiento
Lovell murió el 7 de agosto de 2025 en Lake Forest, Illinois a la edad de 97 años.
Fue el último tripulante vivo del Gemini 7 y Apolo 8.

## Eponimia
- El cráter lunar Lovell lleva este nombre en su honor.[10]